# Fabian Kauter
Fabian Raphael Kauter (Berna, 22 de septiembre de 1985) es un deportista suizo que compite en esgrima, especialista en la modalidad de espada. Su padre, Christian Kauter, y su hermano Michael también compitieron en esgrima.
Ganó cinco medallas de bronce en el Campeonato Mundial de Esgrima entre los años 2011 y 2015, y siete medallas en el Campeonato Europeo de Esgrima entre los años 2004 y 2015.
Participó en dos Juegos Olímpicos de Verano, ocupando el sexto lugar en Río de Janeiro 2016, en el torneo por equipos, y el décimo en Londres 2012, en la prueba individual.

## Palmarés internacional
| Campeonato Mundial | Campeonato Mundial     | Campeonato Mundial | Campeonato Mundial |
| Año                | Lugar                  | Medalla            | Prueba             |
| ------------------ | ---------------------- | ------------------ | ------------------ |
| 2011               | Catania (Italia)       | Medalla de bronce  | Espada individual  |
| 2011               | Catania (Italia)       | Medalla de bronce  | Espada por equipos |
| 2013               | Budapest (Hungría)     | Medalla de bronce  | Espada individual  |
| 2014               | Kazán (Rusia)          | Medalla de bronce  | Espada por equipos |
| 2015               | Moscú (Rusia)          | Medalla de bronce  | Espada por equipos |
| Campeonato Europeo |                        |                    |                    |
| Año                | Lugar                  | Medalla            | Prueba             |
| 2004               | Copenhague (Dinamarca) | Medalla de oro     | Espada por equipos |
| 2007               | Gante (Bélgica)        | Medalla de bronce  | Espada individual  |
| 2009               | Plovdiv (Bulgaria)     | Medalla de plata   | Espada por equipos |
| 2012               | Legnano (Italia)       | Medalla de oro     | Espada por equipos |
| 2013               | Zagreb (Croacia)       | Medalla de oro     | Espada por equipos |
| 2014               | Estrasburgo (Francia)  | Medalla de oro     | Espada por equipos |
| 2015               | Montreux (Suiza)       | Medalla de bronce  | Espada por equipos |